# José Antonio Junco Toral
José Antonio Junco Toral (Pola de Siero, 27 de noviembre de 1894 - Ciudad de México, 20 de febrero de 1973) fue un abogado y político socialista español, que llegó a ser diputado durante la Segunda República y subsecretario del Ministerio de Justicia.

## Biografía
Nacido en Asturias pero establecido desde niño con su familia en Las Palmas de Gran Canaria, tras cursar sus estudios de bachiller accedió por oposición a la administración del Estado, siendo destinado a Santa Cruz de Tenerife. En la Universidad de La Laguna se licenció en Derecho. Durante la dictadura de Primo de Rivera fue trasladado de nuevo a Las Palmas como administrador de Correos. Miembro del Partido Socialista Obrero Español (PSOE) desde 1915 y vinculado al ala prietista del mismo, durante la represión posterior a la revolución de 1934, fue abogado defensor de muchos de los acusados en las islas. Formó parte de la candidatura del Frente Popular en las elecciones generales de 1936, obteniendo el escaño de diputado por la circunscripción de Las Palmas junto a Juan Negrín.
Se encontraba en Madrid cuando se produjo el golpe de Estado de julio de 1936 que dio lugar a la Guerra Civil. De inmediato fue nombrado comisario político, llegando a serlo del VI Cuerpo de Ejército. Más tarde, en 1937, Negrín lo destinó en el ministerio de Economía y Hacienda, y en 1938 fue subsecretario de Justicia, cargo que mantuvo hasta el final de la guerra. Terminado el conflicto se exilió en México donde fundó una mutua de asistencia médico-farmacéutica.